# Муравьёв, Игорь Владиславович
Игорь Владиславович Муравьёв (род. 7 июля 1960 года в городе Воронеж, РСФСР, СССР) — российский политический деятель, народный депутат РФ, член Верховного Совета РФ (1990—1993), депутат Государственной Думы Федерального Собрания РФ первого созыва (1993—1995).

## Биография
Окончил среднюю школу с золотой медалью. В 1982 году получил высшее образование по специальности инженер-электрик Воронежском политехническом институте. С 1982 по 1983 году работал инженером в Воронежском политехническом институте. С 1983 по 1985 год служил Советской армии, старший лейтенант, командир взвода, проходил службу в группе советских войск в ГДР. С 1985 по 1990 год работал в Воронежском политехническом институте старшим инженером, младшим научным сотрудником, научным сотрудником кафедры робототехники.
В 1990 году избран народным депутатом России от Воронежского избирательного округа № 33, был членом Комитета по законодательству, с 1992 года — заместителем председателя Комитета по вопросам работы Советов народных депутатов и развития самоуправления Верховного Совета РСФСР (РФ). В 1991 году вступил в Демократическую партию России, через год вышел из неё.
В 1993 году избран депутатом Государственной думы Федерального Собрания Российской Федерации первого созыва от Правобережного одномандатного избирательного округа № 78, Воронежская область. В Государственной думе был заместителем председателя Комитета по вопросам местного самоуправления, был членом депутатской группы «Россия».
В 1994 году был председателем Воронежского областного общественного объединения «Взаимодействие», в 1996 году — заместитель председателя исполкома НПСР. С 1998 по 2002 год работал в ОАО «Группа Альянс» начальником отдела по вопросам собственности. В 2002 году работал в ОАО «Нефтяная компания „Альянс“» заместителем директора Департамента корпоративного управления.

## Законотворческая деятельность
За время исполнения полномочий депутата Государственной думы I созыва выступил соавтором закона «О внесении изменений и дополнений в Закон РСФСР „О государственных пенсиях в РСФСР“».